# 多夫希沃伊尼利夫
49°9′19″N 24°22′17″E / 49.15528°N 24.37139°E
多夫希沃伊尼利夫（羅馬化：Dovhyi Voinyliv）是烏克蘭西部伊萬諾-弗蘭科夫斯克州卡盧什區韋爾赫尼亞市鎮的村落，始建於1390年，面積20.4平方公里，2001年人口1,405，人口密度每平方公里68.9人。